# Kadheryny

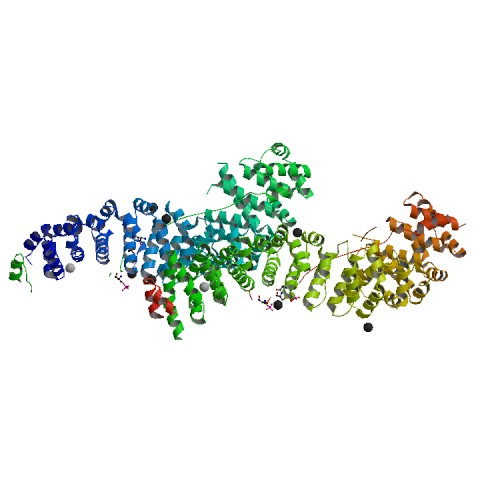
Kadheryna E (nabłonkowa)

Kadheryny – nadrodzina białek adhezyjnych, które uczestniczą w oddziaływaniach między komórkami, poprzez jony wapnia Ca2+. Są to białka przezbłonowe zdolne do rozpoznawania i tworzenia połączeń z kadherynami tego samego rodzaju. Główną ich rolą jest ułatwianie przylegania do siebie komórek tego samego rodzaju. Ponieważ do utworzenia wiązania pomiędzy cząsteczkami kadheryn potrzebne są jony wapnia, to obecność związków kompleksujących kationy Ca2+, na przykład EDTA lub innych czynników chelatujących, może doprowadzić do rozpadu tego rodzaju połączeń. Domena wewnątrzkomórkowa kadheryny może wiązać się z białkami z grupy katenin, które z kolei wiążą się z filamentami aktynowymi (jednymi z głównych składników cytoszkieletu). Kompleksy kadheryna–katenina są kluczowe dla zdolności wzajemnego przylegania komórek.
W przypadku samych kręgowców zidentyfikowano ponad 30 różnych kadheryn. Wśród nich wyróżniamy 6 rodzin:
- klasyczne kadheryny typu I (P – łożyskowa, R – siatkówkowa, E – nabłonkowa, N – neuronalna)
- klasyczne kadheryny typu II (kadheryny 6–12)
- kadheryny spotykane w desmosomach (desmogleiny i desmokoliny)
- kadheryny z bardzo krótką domeną cytoplazmatyczną lub bez niej
- kadheryny bez domeny cytoplazmatycznej
- protokadheryny i inne zbliżone do kadheryn budową białka

Tylko niektóre z nich są dobrze scharakteryzowane. Przykładowo kadheryna E jest zasadniczo eksprymowana jedynie we wczesnym rozwoju, później występuje jedynie w niektórych typach nabłonków, natomiast kadheryna P wykazuje znaczącą ekspresję w łożysku, gdzie prawdopodobnie bierze udział w adhezji między trofoblastem zarodka a komórkami matki.